# Autorretrato en el sexto aniversario de boda
Autorretrato en el sexto aniversario de boda (en alemán: Selbstbildnis am 6. Hochzeitstag) es una obra de la pintora alemana Paula Modersohn-Becker, una de las primeros artistas expresionistas importantes, de la época de su estancia en París en 1906.

## Pintura
Autorretrato en el sexto aniversario de boda fue pintado en París. Se había ido de Worpswede cerca de Bremen, en febrero de 1906. Modersohn-Becker había decidido dejar a su marido y Worpswede para siempre, y dedicarse enteramente al arte. Este autorretrato fue pintado en primavera. En formato de tres cuartos, está girada a la derecha frente al espectador, al que mira de manera inquisitiva. Tiene una tela blanca enrollada a las caderas, de ahí para arriba está totalmente desnuda excepto un collar de cuentas de ámbar.
Cuando Paula Modersohn-Becker pintó este autorretrato, no estaba embarazada, como aparece en el cuadro. Es el primer autorretrato desnudo creado por una artista femenina de la historia.
Paula Modersohn-Becker pintó, durante el verano de 1906 en París, otro autorretrato desnudo, ahora en el Museo de Arte de Basilea en Suiza. Que se sepa, estos desnudos no fueron nunca mostrados a extraños en vida de la artista, pero se hicieron conocidos después de su muerte en noviembre de 1907.

## Procedencia
La pintura era propiedad de la madre de Paula Modersohn-Becker en 1908. En 1916 estaba en posesión de su hija Tille Modersohn y prestado a Bernhard Hoetger en Worpswede. En 1927, fue cedido por Ludwig Roselius a Paula Becker-Modersohn-Haus en Bremen, Alemania. Fue comprado en 1988 y hoy se encuentra en el Museo Paula Modersohn-Becker en Bremen.